# Gnaphalostetha longepilosa
Gnaphalostetha longepilosa är en skalbaggsart som beskrevs av Keith 2005. Gnaphalostetha longepilosa ingår i släktet Gnaphalostetha och familjen Melolonthidae. Inga underarter finns listade i Catalogue of Life.